# Děti z Kouřové hory
Děti z Kouřové hory (v anglickém originále Children of Fire Mountain) je novozélandský televizní seriál. Vyrobila ho v roce 1979 společnost South Pacific Television. Autor scénáře byl Roger Simpson, režíroval Peter Sharp. Seriál získal tři ceny Feltex. Československá televize ho v osmdesátých letech vysílala v rámci pořadu Magion.

## Příběh
Příběh se odehrává na konci 19. století v klidném novozélandském městečku na úpatí sopky. Přijede sem z Anglie na dovolenou Sir Charles Pemberton a dostane nápad využít místní termální prameny k výstavbě luxusních lázní. Místní Maorové však toto místo považují za posvátné a odmítají mu půdu prodat. Dalšími motivy jsou milostný vztah mezi místním chlapcem Tomem a vnučkou Sira Charlese Sarah Jane, detektivní zápletka okolo hokynáře "Sůvy" Dwyera, který ilegálně pálí kořalku, a ohlasy právě probíhající búrské války.

## Obsazení
- Terence Cooper jako Sir Charles (český dabing Josef Větrovec)
- Rachel Westonová jako Sarah Jane
- Paul Airey jako Tom
- Mark Hadlow jako Sid
- Martyn Sanderson jako Doomy (Sůva) Dwyer
- Helen Dorwardová jako Mable Dwyerová
- Tamahina Tinirau jako náčelník Te Pourinui